# Darja Blasjko
Darja Sergejevna Blasjko (ukrainska: Дарія Сергіївна Блашко), född 28 januari 1996 i Navapolatsk i Belarus, är en ukrainsk skidskytt. Tillsammans med Anastasija Merkusjyna, Julija Dzjyma och Olena Pidhrusjna tog hon brons i damernas stafett vid världsmästerskapen i Pokljuka 2021.
Blasjko är född i Belarus med tävlar sedan 2017 för Ukraina. Hon debuterade i världscupen den 5 februari 2016 på sprinten i Canmore där hon slutade på 48:e plats.

## Resultat

### Världscupen

#### Pallplatser i lag
| Säsong  | Datum            | Plats         | Disciplin | Placering | Lagkamrat(er)                    |
| ------- | ---------------- | ------------- | --------- | --------- | -------------------------------- |
| 2020/21 | 20 februari 2021 | Pokljuka (VM) | Stafett   | 3:a       | Merkusjyna / Dzjyma / Pidhrusjna |

#### Ställning i världscupen
| Säsong  | Totalt | Totalt | Distans | Distans | Sprint | Sprint | Jaktstart | Jaktstart | Masstart | Masstart |
| Säsong  | Poäng  | Plac.  | Poäng   | Plac.   | Poäng  | Plac.  | Poäng     | Plac.     | Poäng    | Plac.    |
| ------- | ------ | ------ | ------- | ------- | ------ | ------ | --------- | --------- | -------- | -------- |
| 2015/16 | 0      | –      | –       | –       | 0      | –      | –         | –         | –        | –        |
| 2019/20 | 59     | 60:e   | 20      | 41:a    | 11     | 75:e   | 24        | 51:a      | 4        | 47:e     |
| 2020/21 |        |        | 16      | 47:e    |        |        |           |           |          |          |

### Världsmästerskap
| Tävling       | Distans | Sprint | Jaktstart | Masstart | Stafett | Mixstafett | Singelmix |
| ------------- | ------- | ------ | --------- | -------- | ------- | ---------- | --------- |
| Pokljuka 2021 | –       | 14:e   | 24:e      |          | Brons   | –          | 4:e       |